# Ріккардо Аллегретті
Ріккардо Аллегретті (італ. Riccardo Allegretti, нар. 15 лютого 1978, Мілан) — італійський футболіст, що грав на позиції півзахисника за низку італійських команд.

## Ігрова кар'єра
Народився 1978 року у Мілані. Вихованець академії місцевого однойменного клубу. У чемпіонському для «Мілана» сезоні 1995/96 потрапляв до заявки на матчі основної команди, проте жодного разу в офіційних матчах у її складі на поле не виходив.
Дебютував у дорослому футболі, перейшовши 1996 року до «Лекко», де відіграв один сезон у Серії C2, а наступний — вже у Серії C1.
На початку 1999 року молодого гравця запросив до своїх лав вищоліговий «Емполі», віддавши його утім відразу ж в оренду до «Реджяни» із Серії B. За півроку Аллегретті повернувся з оренди до «Емполі», який на той час вже також понизився у класі до другого італійського дивізіону, де став отримувати регулярну ігрову практику.
2001 року перейшов до «Комо», якому у першому ж сезоні допоміг вийти до еліти італійського футболу, а в сезоні 2002/03 дебютував у формі «Комо» в Серії A.
Влітку 2003 року уклав контракт з іншим представником вищого дивізіону, «Моденою». За рік був орендований до «К'єво», а ще за півроку — до «Венеції».
Влітку 2005 року став гравцем друголігового «Авелліно», а за півроку перейшов до лав іншого представника Серії B, клубу «Трієстина», кольори якого захищав протягом трьох з половиною років.
У сезоні 2008/09 захищав кольори «Барі», який був останнім вищоліговим клубом у його кар'єрі. Згодом провів сезон у друголіговому «Гроссето», після чого грав лише у третьому за силою дивізіоні за «Трієстину», «Барлетту» та «Монцу».
Завершив професійну ігрову кар'єру у «Беневенто», за команду якого виступав протягом 2014—2015 років.

## Статистика виступів

### Статистика клубних виступів
| Сезон                 | Команда               | Чемпіонат             | Чемпіонат | Чемпіонат | Національний кубок | Національний кубок | Національний кубок | Континентальні кубки | Континентальні кубки | Континентальні кубки | Інші змагання | Інші змагання | Інші змагання | Усього | Усього |
| Сезон                 | Команда               | Ліга                  | Ігор      | Голів     | Ліга               | Ігор               | Голів              | Ліга                 | Ігор                 | Голів                | Ліга          | Ігор          | Голів         | Ігор   | Голів  |
| --------------------- | --------------------- | --------------------- | --------- | --------- | ------------------ | ------------------ | ------------------ | -------------------- | -------------------- | -------------------- | ------------- | ------------- | ------------- | ------ | ------ |
| 1995–96               | «Мілан»               | A                     | 0         | 0         | КІ                 | 0                  | 0                  | КУЄФА                | 0                    | 0                    | -             | -             | -             | 0      | 0      |
| 1996–97               | «Лекко»               | C2                    | 29        | 1         | КІ-C               | 0                  | 0                  | -                    | -                    | -                    | -             | -             | -             | 29     | 1      |
| 1997–98               | «Лекко»               | C1                    | 26        | 0         | КІ-C               | 0                  | 0                  | -                    | -                    | -                    | -             | -             | -             | 26     | 0      |
| Усього за «Лекко»     | Усього за «Лекко»     | Усього за «Лекко»     | 55        | 1         |                    | 0                  | 0                  |                      | -                    | -                    |               | -             | -             | 55     | 1      |
| січ. 1999             | «Емполі»              | A                     | 0         | 0         | КІ                 | 0                  | 0                  | -                    | -                    | -                    | -             | -             | -             | 0      | 0      |
| січ.-черв. 1999       | «Реджяна»             | B                     | 11        | 0         | КІ                 | -                  | -                  | -                    | -                    | -                    | -             | -             | -             | 11     | 0      |
| 1999–00               | «Емполі»              | B                     | 20        | 0         | КІ                 | 3                  | 1                  | -                    | -                    | -                    | -             | -             | -             | 23     | 1      |
| 2000–01               | «Емполі»              | B                     | 20        | 0         | КІ                 | 3                  | 0                  | -                    | -                    | -                    | -             | -             | -             | 23     | 0      |
| Усього за «Емполі»    | Усього за «Емполі»    | Усього за «Емполі»    | 40        | 0         |                    | 6                  | 1                  |                      | -                    | -                    |               | -             | -             | 46     | 1      |
| 2001–02               | «Комо»                | B                     | 28        | 3         | КІ                 | 4                  | 0                  | -                    | -                    | -                    | -             | -             | -             | 32     | 3      |
| 2002–03               | «Комо»                | A                     | 26        | 0         | КІ                 | 2                  | 0                  | -                    | -                    | -                    | -             | -             | -             | 28     | 0      |
| Усього за «Комо»      | Усього за «Комо»      | Усього за «Комо»      | 54        | 3         |                    | 6                  | 0                  |                      | -                    | -                    |               | -             | -             | 60     | 3      |
| 2003–04               | «Модена»              | A                     | 18        | 1         | КІ                 | 4                  | 0                  | -                    | -                    | -                    | -             | -             | -             | 22     | 1      |
| 2004-січ. 2005        | «К'єво»               | A                     | 8         | 0         | КІ                 | 2                  | 0                  | -                    | -                    | -                    | -             | -             | -             | 10     | 0      |
| січ.-черв. 2005       | «Венеція»             | B                     | 19        | 2         | КІ                 | -                  | -                  | -                    | -                    | -                    | -             | -             | -             | 19     | 2      |
| 2005-січ. 2006        | «Авелліно»            | B                     | 16        | 0         | КІ                 | 2                  | 0                  | -                    | -                    | -                    | -             | -             | -             | 18     | 0      |
| січ.-черв. 2006       | «Трієстина»           | B                     | 17        | 0         | КІ                 | -                  | -                  | -                    | -                    | -                    | -             | -             | -             | 17     | 0      |
| 2006–07               | «Трієстина»           | B                     | 39        | 6         | КІ                 | 5                  | 1                  | -                    | -                    | -                    | -             | -             | -             | 44     | 7      |
| 2007–08               | «Трієстина»           | B                     | 35        | 5         | КІ                 | 2                  | 1                  | -                    | -                    | -                    | -             | -             | -             | 37     | 6      |
| 2008–09               | «Трієстина»           | B                     | 28        | 7         | КІ                 | 2                  | 0                  | -                    | -                    | -                    | -             | -             | -             | 30     | 7      |
| 2009–10               | «Барі»                | A                     | 16        | 3         | КІ                 | 1                  | 0                  | -                    | -                    | -                    | -             | -             | -             | 17     | 3      |
| 2010–11               | «Гроссето»            | B                     | 20        | 1         | КІ                 | 2                  | 0                  | -                    | -                    | -                    | -             | -             | -             | 22     | 1      |
| 2011–12               | «Трієстина»           | ЛП1Д                  | 25+2      | 4+2       | КІ+КІ-ЛП           | 0                  | 0                  | -                    | -                    | -                    | -             | -             | -             | 27     | 6      |
| Усього за «Трієстину» | Усього за «Трієстину» | Усього за «Трієстину» | 144+2     | 22+2      |                    | 9                  | 2                  |                      | -                    | -                    |               | -             | -             | 155    | 26     |
| лист. 2012–13         | «Барлетта»            | ЛП1Д                  | 18+2      | 2+1       | КІ+КІ-ЛП           | -                  | -                  | -                    | -                    | -                    | -             | -             | -             | 20     | 3      |
| 2013-січ. 2014        | «Барлетта»            | ЛП1Д                  | 6         | 1         | КІ-ЛП              | 2                  | 0                  | -                    | -                    | -                    | -             | -             | -             | 8      | 1      |
| Усього за «Барлетту»  | Усього за «Барлетту»  | Усього за «Барлетту»  | 24+2      | 3+1       |                    | 2                  | 0                  |                      | -                    | -                    |               | -             | -             | 28     | 4      |
| січ.-черв. 2014]]     | «Монца»               | ЛП2Д                  | 10        | 2         | КІ-ЛП              | -                  | -                  | -                    | -                    | -                    | -             | -             | -             | 10     | 2      |
| лист. 2014–15         | «Беневенто»           | ЛП                    | 4+1       | 0         | КІ+КІ-ЛП           | -                  | -                  | -                    | -                    | -                    | -             | -             | -             | 5      | 0      |
| Усього за кар'єру     | Усього за кар'єру     | Усього за кар'єру     | 439+5     | 38+3      |                    | 34                 | 3                  |                      | 0                    | 0                    |               | -             | -             | 478    | 44     |

## Титули і досягнення
- Чемпіон Італії (1):

«Мілан»: 1995–1996